# Un mètre vingt
Un mètre vingt est une série télévisée argentine créée en 2021 par María Belén Poncio et Rosario Perazolo Masjoan. Elle est inspirée de la propre vie de Masjoan.
En France, elle est diffusée sur Arte.

## Synopsis
Juana intègre un lycée où elle veut vivre sa première relation sexuelle, mais se heurtera à des préjugés liés à son handicap moteur. Elle intègrera par la suite un mouvement étudiant réclamant des cours d'éducation sexuelle, dont le directeur refuse qu'ils soient dispensés malgré l'obligation légale, dans le contexte d'une société encore très conservatrice tentant de résister aux avancées sociales.
La série aborde de nombreuses thématiques telles que le validisme, la LGBTphobie, l'éducation sexuelle, le militantisme, les IVG et les réseaux sociaux.

## Distribution
- Marisol Agostina Irigoyen : Juana[3]
- Florencia Licera
- Marcio Ramses
- Camila Rodriguez
- Natalia Di Cienzo
- Francisca Spinotti
- Beto Bernuez

## Autour de la série
La série est inspirée du propre vécu de la co-autrice et co-réalisatrice Rosario Perazolo Masjoan.
Marisol Agostina Irigoyen n'avait aucune expérience d'actrice avant de tourner dans la série. Ne pouvant pas se déplacer au casting, l'équipe lui a demandé d'enregistrer une courte vidéo. Bien qu'elle ait décrit le résultat comme "horrible", ils l'ont rappelée "pour une raison [qu'elle] ignore".